# Ćukali
Ćukali (szerbül: Ћукали), település Bosznia-Hercegovinában, Srbac községben, Bosanska krajina területén, a Szerb Köztársaságban. 

## Fekvése
Bosznia-Hercegovina északi részén, Banja Lukától légvonalban 34, közúton 57 km-re északkeletre, községközpontjától légvonalban 12, közúton 17 km-re délre, 108-180 méteres tengerszint feletti magasságban az Orbásztól keletre fekvő dombvidéken található.

## Népessége
| Nemzetiségi csoport | Népesség 1991 | Népesség 2013 |
| ------------------- | ------------- | ------------- |
| Szerb               | 364           | 316           |
| Bosnyák             | 0             | 0             |
| Horvát              | 0             | 0             |
| Jugoszláv           | 14            | 0             |
| Egyéb               | 2             | 1             |
| Összesen            | 380           | 317           |

## Története
A település 1878-ig tartozott az Oszmán Birodalomhoz, ekkor a berlini kongresszus határozata alapján az Osztrák-Magyar Monarchia része lett. 1879-ben az első osztrák-magyar népszámlálás során a Prnjavori járáshoz tartozó településnek 50 háztartása és 352 ortodox lakosa volt. 1910-ben a Prnjavori járáshoz tartozó településen 78 háztartást, 434 ortodox lakost találtak. A monarchia szétesésével 1918-ban előbb a Szerb-Horvát-Szlovén Királyság, majd 1929-től a Jugoszláv Királyság része. 1921-ben a községnek 90 háztartása és 457 lakosa volt. Az 1929-es törvény értelmében, amikor Bosznia-Hercegovinát négy banovinára, Drinskára, Vrbaskára, Zetskára és Primorskára osztották, a település a Vrbaska banovina része lett, amelynek székhelye Banja Luka volt Jugoszlávia megszállása után a Független Horvát Állam (NDH) része lett. A második világháború után a település a szocialista Jugoszláviához tartozott. A daytoni békeszerződést követő területfelosztásnál a település Srbac község részeként a Szerb Köztársaság területéhez került.

## Oktatás
A településen a sitnesi „Vuk Karadžić” Általános Iskola nyolcosztályos területi iskolája működik.

## Sport
Teremfoci klub

## Nevezetességei
A település új ortodox temploma, melynek építése 2019-ben kezdődött el.